# 't Vliegend Hert (molen)
De molen  't Vliegend Hert aan de Molenstraat in de Nederlandse stad Brielle is een in 1985 gebouwde standerdmolen. Hij staat als walmolen op de vestingwal van de stad, op de plaats waar sinds de zeventiende eeuw een korenmolen heeft gestaan. Tot 1696 was dat een standerdmolen, die in dat jaar werd vervangen door een stenen stellingmolen. Die molen is in de nacht van 2 op 3 november 1810 uitgebrand en in 1811 herbouwd. Ook deze brandde uit, in 1882. Hierna is de molen afgebroken en er is geen nieuwe molen voor in de plaats gebouwd, totdat in 1970 tijdens een restauratie van de vesting de teerlingen van de oude standerdmolen werden aangetroffen. Men besloot hierop een molen te bouwen die een replica zou zijn van de vroegere standerdmolen.
't Vliegend Hert heeft drie zolders en is daarmee een forse standerdmolen, met een vlucht van 26,60 m. In de molen bevinden zich een koppel 17der kunststenen en een koppel 15der blauwe stenen. Verder is er een elektrisch aangedreven mengketel aanwezig. De molen is eigendom van de Brielse Molenstichting 't Vliegend Hert en is iedere vrijdag en de eerste en derde zaterdag van de maand geopend. In de zwarte molenschuur tegenover de molen vindt meelverkoop plaats.